# Martin Kylhammar
Martin Kylhammar, född 12 januari 1954 i Karlskoga, är en svensk litteraturvetare och tvärvetenskaplig forskare.
Kylhammar studerade vid Linköpings universitet där han 1976 blev filosofie kandidat i litteraturhistoria, historia, och idé- och lärdomshistoria, disputerade 1985 vid Tema teknik och social förändring (Tema T) i Linköping. Han var den förste att disputera vid Temainstitutionen i Linköping. Från 1979 till 1992 var han universitetsadjunkt, 1989 blev han docent och från 1992 till 1999 var universitetslektor i Linköping, och delade sin lärar- och forskartid mellan litteraturvetenskap och Tema T. Från 1999 till 2006 var han professor i Tema Kommunikation, och från 2007 professor i Tema Kultur och samhälle (Tema Q) . År 2020 var han den förste innehavaren av Sorbonnes gästprofessur "Boréalisme" i Paris.
Kylhammar har publicerat ett tjugotal idé- och litteraturhistoriska böcker med olika teman.
Kylhammar var 1996-2002 chefredaktör för kultur- och vetenskapstidskriften Tvärsnitt.
Kylhammar invaldes 2005 som ledamot av Kungliga samfundet för utgivande av handskrifter rörande Skandinaviens historia och 2007 som ledamot av Kungliga Vetenskapsakademien.

## Priser och utmärkelser
- 2010 – Doblougska priset Svenska Akademien
- 2013 – John Landquists pris Samfundet De Nio
- 2015 – Rolf Wirténs kulturpris
- 2017 – H.M. Konungens medalj av 8:e storleken i Serafimerordens band, med motiveringen "för förtjänstfulla insatser inom litteraturvetenskapen" [6]
- 2020 – Birger Schöldströms pris för personhistorisk forskning Svenska Akademien